# コクハンアラ
コクハンアラ（学名：Plectropomus laevis）は、ハタ科に分類される魚類の一種。インド太平洋のサンゴ礁に生息する。

## 分類
1801年にフランスの動物学者であるベルナール・ジェルマン・ド・ラセペードによって Labrus laevis として記載され、タイプ産地はインド洋とされた。

## 分布と生息地
ケニアからモザンビークにかけての東アフリカから、インド洋の熱帯海域の島々を通って、東は太平洋のフランス領ポリネシアやピトケアン諸島まで、北は南日本、南はオーストラリアまで、インド太平洋に広く分布する。オーストラリアでは西オーストラリア州のローリー礁やスコット礁、ティモール海のアシュモア・カルティエ諸島、グレートバリアリーフ南部のワンツリー島や、クイーンズランド州の珊瑚海、タスマン海のロード・ハウ島周辺で見られる。日本では小笠原諸島と琉球列島に分布する。
サンゴに覆われたラグーンや、サンゴ礁の海側に生息し、サンゴ礁の水路やサンゴ礁の外棚を好む。水深4-100mで見られる。

## 形態
細長く頑丈な体を持ち、体長は体高の2.9-3.9倍。前鰓蓋骨は大部分が丸みを帯びており、下部には3本の大きな下向きの棘がある。背鰭は7-8棘と10-12軟条から、臀鰭には3棘と8軟条から成る。背鰭の棘条部は軟条部よりも短い。尾鰭は截形である。二種類の体色が知られており、1つは幼魚と同じで、白色に黒い鞍型模様が入り、尾柄と鰭が黄色い。もう1つは灰色がかった体色に背中に沿って5つの暗い鞍型模様が入り、頭部は暗色で、体に小さな青い斑点が入る。幼魚の体色は有毒なシマキンチャクフグにベイツ型擬態していると考えられている。しかし成魚になっても体色が変化しない場合もある為、その役割には疑問もある。全長は通常84cm、最大で125cmに達する。最大体重は24.2kg。

## 生態

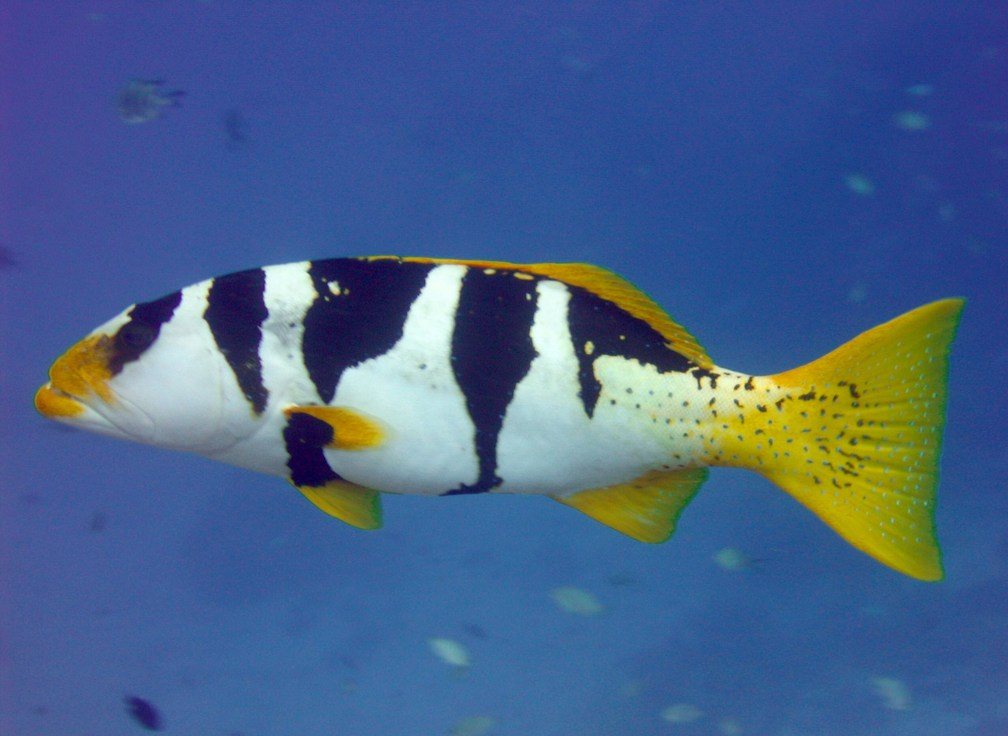
幼魚

全ての個体で、全長20cm未満の幼魚はシマキンチャクフグに似ており、通常は尾鰭を折り畳み、最初の数本の背鰭棘を立てた状態で、胸鰭を動かして泳ぐ。スジアラよりも索餌範囲が広い。雌性先熟の雌雄同体であり、成熟した雌は雄になる。最年少の雄は9歳で、雌は2.2歳で成熟し、尾叉長は約40cmになる。成長は比較的早く、4年未満で体長50cmに達し、雌は3年未満で性成熟する。小規模な産卵集団を形成するが、グレートバリアリーフ北部では大規模な集団も記録されている。スジアラと比較してサンゴ礁前面のより深い海域で産卵する可能性が高いため、産卵の観察が比較的少ない。成魚は他のハタを含む様々なサンゴ礁の大型魚類を食べ、幼魚は小魚や甲殻類、イカなどの無脊椎動物を食べる。オウギエラムシ科の Echinoplectanum laeve と Echinoplectanum chauvetorum が鰓に寄生する。

## 人との関わり
食用魚として珍重されるが、シガテラ中毒の原因となることも多い。沖縄ではスジアラとともにアカジンと呼ばれ、高級魚とされている。釣り、スピアフィッシング、罠を使って漁獲される。サンゴ礁の食用魚の取引において重要性が高まっており、観賞魚として飼育されることもある。